# Acropyga wheeleri
Acropyga wheeleri é uma espécie de formiga do gênero Acropyga, pertencente à subfamília Formicinae.